# 河合健太郎
河合 健太郎（かわい けんたろう、1997年3月7日 - ）は、日本の俳優、声優。東京都出身。Dマスタープロダクション所属。

## 略歴・人物
- 身長：170cm
- 体重：52kg
- 特技：殺陣（日本俳優連盟公認アクションライセンス殺陣上級）、ピアノ、野球、英語[1]。
- 好きな食べ物：ハヤシライス[2]。
- 好きなアーティスト：ジャニーズ。カラオケではよくバラードを歌う[3]。
- 好きな色：黒、青、ピンク。
- 好きなファッション：韓国系。特にOYを着用している。
- マメな性格で、SNSの発信を欠かさない。インスタライブを開催している[4]。
- 2024年12月31日付でジャパン・ミュージックエンターテインメント（オフィス24）を退所。Dマスタープロダクションに移籍。

## 出演
太字は主演。

### 舞台
2019年
- ゲームしませんか？荒野行動（10月30日 -11月4日　こくみん共済coopホール（全労済ホール）／スペース・ゼロ ）アンサンブル[5][6]

2020年
- 飛龍伝2020（1月30日 - 2月12日　新国立劇場　中劇場 /2月22日 - 24日　COOL JAPAN PARK OSAKA　TTホール）[7][8]
- あずみ～戦国編（3月14日 - 29日　Bunkamuraシアターコクーン） - ひゅうが 役[9][10]
- 超青春合唱コメディ『SING!』-2020-（8月27日 - 30日　ヒューリックホール東京） - 島川英治 役
- WITH by IdolTimePripara（12月10日 - 12日　Zepp DiverCity） - 大江戸シンヤ 役[11][12][13]

2021年
- どぎまぎメモリアル（4月21日 - 25日　バルスタジオ） - 高橋陸 役[14]
- 商店街グランドリオン（7月21日 - 25日　シアターグリーン BIG TREE THEATER） - 勇者クロヌ 役[15][16]
- Requiem（9月30日 - 10月3日　シアターサンモール） - 真田信之 役[17][18][19]
- Three Kingdoms 激震・破滅編（10月30日 - 11月3日　Alternative Theater） - 関興 役[20][21]

2022年
- Uzume第6回公演 ボーダレス（1月26日 - 30日　バルスタジオ）- 荒木仁 役[22]
- DANPRI STAGE -アイドルランド・オブ・ザ・デッド-（3月3日 - 6日　ヒューリックホール東京） - 大江戸シンヤ 役[23][24][25]
- どきまぎメモリアル（3月16日 - 21日　バルスタジオ） - 野原拓郎 役[26]
- 戦国送球〜バトルボールズ〜第二次真田合戦 (4月6日 - 10日　シアター1010） - 榊原将也 役[27]
- 愛をなくした男 （5月19日　すみだパークシアター倉） - 日替わりゲスト[28]
- 戦国送球～バトルボールズ外伝～天上天下唯我独尊（6月22日 - 26日　シアターサンモール） - 竜ヶ崎拳太 役[29]
- GAME-誰も知らない-（7月13日 - 17日　シアターグリーン BASE THEATER）- 有田肇 役[30]
- シカク（8月10日　シアター風姿花伝） - 日替わりゲスト　□□□ 役[31]
- G7（8月17日 - 21日　三越劇場）- ヘンリー・ブラウン 役[32][33]
- BOYS DOLL HOUSE～はい！よろこんで！～ (10月7日 - 10日　新宿村LIVE) - 拓郎 役[34][35]
- 笑わない君と笑う僕（10月26日 - 30日　TACCS1179） - イブスキハジメ 役[36][37]
- 破天荒フェニックス（12月7日 ‐ 11日　俳優座劇場）- 畠山仁 役 [38]

2023年
- 穏やか貴族の休暇のすすめ。～とある料理人の野望～（1月18日 - 22日　シアターアルファ東京）- スタッド 役[39]
- 戦国送球～バトルボールズ～大坂冬の陣（3月29日 ‐ 4月2日　シアター1010）- 古郡仁心 役[40]
- MOMOTARO (5月24日 - 28日　六行会ホール) -  エテ 役[41]
- 夢ぼくろファンタジア（6月21日 - 28日　バルスタジオ） -  金子守 役[42]
- ハムレット（7月13日 - 17日　労音大久保会館アールズアートコート）-  フォーティンブラス 役[43]
- 陽だまりの中で（9月27日 - 10月1日　中野ザ・ポケット）- 鷲田明 役 [44]
- 消された声（10月5日　すみだパークシアター倉）- 日替わりゲスト　白石イツキ 役[45]
- Regulation's High!-Second-（10月18日 - 10月22日　中目黒キンケロ・シアター）- 木田 役 [46]
- 君に捧げる花ことば（11月8日 - 12日　大塚萬劇場）- 日下部樹也 役[47]
- 父が死んだ時、僕たちは何年かぶりに集まった。（12月6日 - 10日　CBGKシブゲキ!!）- 竹内凌 役[48][49]
- メリークリスマス（12月25日　バルスタジオ）- 日替わりゲスト サンタクロース 役[50][51]

2024年
- Joie!（2月7日 - 11日　東京芸術劇場シアターウエスト）- 鴨志田友哉 役[52]
- 夜明（2月29日 - 3月3日、シアターグリーン BIG TREE THEATER）- 甚三郎 役 [53]
- バンブー・サマー2024（3月20日 - 31日　劇場MOMO）-  [54]
- 淡海乃海-天下静謐の雫となりて-（5月29日 - 6月2日　草月ホール） - 櫂 役[55]
- カタバミ（6月19日 - 23日、　シアターサンモール）- [56]
- 「魅せマダ～ACTOR」 (6月29日　コフレリオ新宿シアター） -　[57]
- 商店街グランドリオン（9月11日 - 16日、シアターグリーン BIG TREE THEATER） - 川上浩太 役[58][注釈 1]
- Episode 犬紀村（10月27日、六行会ホール） - エテ 役[60][61]
- 追憶のアンブレラ ～VOICE 2024～（11月7日 - 10日、シアターグリーン BIG TREE THEATER）- レフト 役[62]

2025年
- 冥途遊山（1月3日 - 12日、シアターグリーン BIG TREE THEATER）- 赤鬼 役[63]
- 六道追分(5月28日-6月7日、シアターグリーンBASE THEATER) 清吉 役
- ISHIN-医新-（8月27日 - 31日〈予定〉、六行会ホール）-岡田以蔵 役[64]
- 商店街グランドリオン（9月4日・5日〈予定〉、あうるすぽっと） - ゲスト[65]

### 映画
- 春待つ僕ら（2018年）[66]

### ドラマ
- 行列のできる法律相談所　再現ドラマ （2018年）- 美容師 役
- TOYOTA トヨサポウェブムービー「Don’t cross life」（2018年）[67]

### CM
- ファミペイ（2021年）[68]

### Webアニメ
- アイドルランドプリパラ（2022年） - 大江戸シンヤ 役[69][70]

### 劇場アニメ
- KING OF PRISM-Your Endless Call-み〜んなきらめけ!プリズム☆ツアーズ（2025年） - 大江戸シンヤ 役[71]

### ライブ
2021年
- Pretty series 10th Anniversary　Pretty Festival（5月22 - 23日　幕張メッセイベントホール）[72][73][74]
- プリパラフレンドシップ　オータムライブ2021（9月25日　J：COMホール八王子）[75][76]
- プリパラ&キラッとプリ☆チャン＆ワッチャプリマジ!　Winter Live 2021（12月5日　幕張メッセイベントホール）[77][78]

2022年
- pretty Live! ～One for All!!!～（7月3日　中野サンプラザ）[79][80]
- pretty Live! ～All for One!!!～（9月24日　中野サンプラザ）[81][82]
- プリパラ&キラッとプリ☆チャン＆ワッチャプリマジ! Winter Live 2022（12月4日　幕張メッセイベントホール） [83]

2023年
- DARK NIGHTMARE 1st EVENT 俺たちとバキろうぜ‼︎ by IdolLandPripara（3月4日　大手町三井ホール）[84]
- プリパラフレンドシップ　オータムライブ2023（9月23日　J：COMホール八王子）[85]
- プリパラ&キラッとプリ☆チャン＆ワッチャプリマジ! Winter Live 2023（12月3日　幕張メッセイベントホール）[86]

2024年
- プリパラフレンドシップメモリー（4月20日　立川ステージガーデン）[87]

2025年
- プリパラ 10th Anniversary Thank you♡Music Live（2月16日　大田区民ホールアプリコ大ホール）[88]
- ひみつのアイプリ×プリパラ プリ♡プリライブ（4月19日　立川ステージガーデン）[89]

### ラジオ
- 山下誠一郎のラジオ・YOUR SEICHI BOOKS 第17回、第18回（2021年8月6日、8月20日）ゲスト[90][91]
- 山下誠一郎のラジオ・YOUR SEICHI BOOKS 第57回、第58回（2023年2月17日、3月3日）ゲスト[92][93]

### ゲーム
- スマートフォンアプリ（iOS/Android）アイドルランドプリパラ（2023年8月配信開始）[94]

### その他
2021年
- 舞台「WITH by IdolTimePripara」DANPRI SPECIAL EVENT（2021年3月19 - 20日　ヒューリックホール東京）[95][96][97][98]
- 日本映画大学オープンキャンパス「俳優・声優 河合健太郎さんスペシャルトーク!!!」(2021年8月15日　日本映画大学)[99]

2022年
- ソフトボイルド-殺陣祭り-（2022年4月29日 - 5月1日　池袋シアターグリーンBASE THEATER）[100]
- 朗読劇　なななななな（2022年7月27日 - 31日　シアターサンモール）- 光彦 役[101]
- T-gene fes vol.4 ~sound session~ (2022年9月3日　MUSEモード音楽学院本館)[102]
- 笑わない君と笑う僕-前夜祭-（2022年10月15日 　四谷三丁目ドリームシアター）[103]
- 笑わない君と笑う僕-後夜祭-（2022年11月5日 　MUSEモード音楽学院本館）[104]
- 朗読劇　ネガイバナ（2022年11月15日 17日 18日　池袋シアターグリーンBOX in BOX THEATER）- リンドウ 役[105]

2023年
- 朗読劇　イヤホン（2023年2月3日 - 5日　参宮橋トランスミッション） - 誠也 役[106]
- CONTE STAGE「空き家のニジマス」（2023年2月23日 - 26日　池袋西口GEKIBA）[107]
- ソフボ祭Vol.14-#戦国送球 最終章（2023年4月8日 ‐ 渋谷テイクオフセブン）[108]
- 舞台MOMOTARO　前夜祭（2023年5月13日 -労音大久保会館アールズアートコート）[109]
- 舞台MOMOTARO　後夜祭（2023年6月18日 　MUSEモード音楽学院本館）[110]
- 三橋かおる23th Birthday Event（8月6日  ばぐちか） 2部ゲスト[111]
- 饗宴「深海のカンパネルラ」（8月17日 - 22日　RESTAURANT BAR DisGOONieS）[112]
- 舞台Joie！連動企画第一弾オブ会2023（11月18日　CAFE＆GALLEYホシノテレカ）[113]
- 父が死んだ時、僕たちは何年かぶりに集まった。開幕直前イベント（11月26日　STUDIO ZAP!）[114]
- 朗読劇「美男ペコパンと悪魔」（12月21日、24日　労音大久保会館アールズアートコート）-  天使 役[115]

2024年
- 星レト新年会（1月21日　アルネ543）[116]
- DANPRI FESTIVAL（2月25日　文京シビックホール）[117]
- 朗読劇「5分後に意外な結末」The Stage（12月7日　Hall Mixa）[118]

2025年
- 朗読劇「5分後に意外な結末」The Stage（3月7日　横浜ランドマークホール）[119]

## ディスコグラフィ

### キャラクターソング
| 発売日         | 商品名                                                                                 | 歌                                                                                           | 楽曲                                     | 備考                                                                                   |
| -------------- | -------------------------------------------------------------------------------------- | -------------------------------------------------------------------------------------------- | ---------------------------------------- | -------------------------------------------------------------------------------------- |
| 2024年11月13日 | プリパラ ソング♪コレクション Melody Moments!                                           | DARK NIGHTMARE                                                                               | 「DARKNESS SOUL」                        | 舞台『WITH by IdolTimePripara』挿入歌 Webアニメ『アイドルランドプリパラ』挿入歌        |
| 2025年8月20日  | 『KING OF PRISM-Your Endless Call-み〜んなきらめけ！プリズム☆ツアーズ』Song Collection | 香賀美タイガ（畠中祐）、十王院カケル（八代拓）、大江戸シンヤ（河合健太郎）、マリオ（橘龍丸） | 「EZ DO DANCE -Hell's Gods' Star ver.-」 | 劇場アニメ『KING OF PRISM-Your Endless Call-み〜んなきらめけ!プリズム☆ツアーズ』挿入歌 |